# Брюс, Эндрю, 11-й граф Элгин
Эндрю Дуглас Александр Томас Брюс, 11-й граф Элгин и 15-й граф Кинкардин (англ. Andrew Douglas Alexander Thomas Bruce, 11th Earl of Elgin and 15th Earl of Kincardine; родился 17 февраля 1924 года) — шотландский пэр и глава клана Брюс, известный как лорд Брюс с 1924 по 1968 год.

## Происхождение и образование
Родился 17 февраля 1924 года. Старший сын Эдварда Брюса, 10-го графа Элгина (1881—1968), и достопочтенной Кэтрин Элизабет Кокрейн (? — 1989), дочери Томаса Кокрейна, 1-го барона Кокрейна из Калта (1857—1951). Он получил образование в Итоне и в Баллиол-колледже в Оксфорде.
12 сентября 1943 года Брюс был назначен младшим лейтенантом 3-го (бронетанкового) батальона шотландской гвардии и был ранен во время операции «Синий мундир» — прорыва из Нормандии в августе 1944 года. Он был уволен из армии по инвалидности. 24 октября 1946 года, в почетном звании лейтенанта. 4 апреля 1951 года он был назначен инструктором армейского кадетского корпуса в звании лейтенанта. В июле 1963 года, к тому времени кадетский комендант округа Файф, он был награжден медалью кадетских войск. Он ушел в отставку 19 апреля 1965 года, сохранив почетное звание подполковника. С 1970 года он был главнокомандующим 31-го саперного полка (Элгины), а с 1976 по 1986 год был почетным полковником 153-го (Хайлендского) транспортного полка.
Лорд Элгин также является почетным полковником 7-го кадетского корпуса Королевской канадской армии, который связан с полком Элгина, но не является его частью. № 7 — второй старейший из сохранившихся корпусов кадетов Королевской канадской армии Канады и один из двух, имеющих цвета. Корпус носит отличительные плечевые вспышки, подкрепленные тартаном Брюса. (Их не носит даже Элгинский полк).

## Карьера
Лорд Элгин провел ряд деловых встреч, в том числе в качестве президента Шотландского общества по обеспечению дружественной жизни (1975—1994) и председателя Национального комитета сбережений Шотландии. Он был президентом Королевского шотландского автомобильного клуба и Шотландской гоночной команды Ecurie Ecosse.
Он был назначен мировым судьей в 1951 году, был заместителем лейтенанта Файфа в 1955—1987 годах и лордом-лейтенантом в 1987—1999 годах. В 1980 году он был назначен королевой Елизаветой II лордом-верховным комиссаром Генеральной ассамблеи Церкви Шотландии и повторно назначен в 1981 году. В 1982 году Ее Величество Королева назначила его Рыцарем Чертополоха. Он был награжден орденом канадских вооруженных сил в 1981 году и Королевским норвежским орденом Святого Олафа в 1994 году. Он бывший капитан Королевской роты лучников и бывший созывающий Постоянного совета шотландских вождей.
Он был кадетским комендантом округа Файф с 1952 по 1965 год, президентом бригады мальчиков с 1966 по 1985 год и Великим магистром Мейсоном Шотландии с 1961 по 1965 год.
Он гражданин Бриджтауна, Реджайны, Саскачеван, Порт-Элгина, Виннипега (Манитоба), Сент-Томаса (Онтарио) и Мус-Джо (Саскачеван). Лорд Элгин — бывший президент Королевского каледонского кёрлинг-клуба и пожизненный президент кёрлинг-клуба Брумхолл. Он был шкипером шотландских команд по кёрлингу, которые победили команды генерал-губернатора Канады в серии матчей в Оттаве в 1982 году.
Лорд Элгин является главой клана Брюсов и президентом Семейной организации Брюсов, которая является основной ассоциацией членов семьи Брюсов.

## Награды
- Орден Чертополоха
- Звезда 1939—1945
- Французская и Германская звезда
- Медаль обороны (Великобритания)
- Военная медаль 1939-1945
- Коронационная медаль Елизаветы II
- Медаль Серебряного юбилея королевы Елизаветы II
- Медаль Золотого юбилея королевы Елизаветы II
- Медаль Бриллиантового юбилея королевы Елизаветы II
- Медаль Платинового юбилея королевы Елизаветы II
- Медаль кадетских войск
- Орден канадских вооруженных сил (Канада)
- | Орден Святого Олафа

## Почётные воинские назначения
- Шеф-Полковник канадской армии (31-й инженерный полк)
- Почётный полковник британской армии (153-й Хайлендский транспортный полк)
- Почётный полковник канадской армии (Кадеты Королевской канадской армии)

## Семья
27 апреля 1959 года лорд Элгин женился на Виктории Мэри Ашер, дочери майора Дадли Джорджа Ашера и Антонии Мэри Уилкинсон. У супругов было пятеро детей:
- Достопочтенная Джорджина Мэри Брюс (род. 4 июня 1960)
- Чарльз Эдвард Брюс, лорд Брюс (род. 19 октября 1961), был дважды женат: 1) с 1990 года Аманда Граймс (урожденная Мовиус) (развод в 1996)[14]; 2) с 2001 года доктор Элис Эндерс. Трое детей от второго брака.
- Достопочтенная Антония Кэтрин Брюс (род. 30 августа 1964), муж с 1989 года Марсель Баллот[15]
- Достопочтенный Адам Роберт Брюс (род. 18 января 1968), жена с 2003 года Мария-София Джованна Гранито Пиньятелли ди Бельмонте (род. 1974), от брака с которой у него было двое сыновей
- Достопочтенный Александр Виктор Брюс (род. 31 марта 1971), жена с 1998 года Виктория Байтелл.

Графиня Элгин является покровительницей Королевского Каледонского бала. Граф Элгин унаследовал графские титулы и другие семейные титулы после смерти своего отца в 1968 году.